# Serapita zaumseili
Serapita zaumseili är en insektsart som beskrevs av Schmidt 1909. Serapita zaumseili ingår i släktet Serapita och familjen spottstritar. Inga underarter finns listade i Catalogue of Life.